# Namounou (département)
Pour le village chef-lieu, voir Namounou.
Namounou  est un département et une commune rurale de la province de la Tapoa, situé dans la région de l'Est au Burkina Faso.

## Démographie
Le département et la commune rurale de Namounou comptabilisait :
- 15 058 habitants en 2006[3].
- 29 298 habitants en 2019[2].

## Villages
Le département et la commune rurale de Namounou est administrativement composé de huit villages,, dont le village chef-lieu homonyme (données de population consolidées issues du recensement général de 2006) :
- Diamoanyouli (844 habitants)
- Goangoana (2 344 habitants)
- Kogodi (1 169 habitants)
- Namounou (6 484 habitants), chef-lieu
- Palboa (898 habitants)
- Tantankilé (1 307 habitants)
- Tikonti (1 110 habitants)
- Timambari (902 habitants)